# Hur kunde hon
Hur kunde hon leva som om det inte fanns är en svensk dokumentärfilm från 2010 skapad av Ingela Lekfalk. Filmen ställer frågan hur en kvinna kunde dölja sin hivsmitta för sin man under deras nio år långa förhållande, även om hon visste att hon kunde smitta båda maken och deras gemensamma barn.

## Handling
Filmen handlar om en svensk kvinna, Lillemor, som åker till Paris vid 19 års ålder för att arbeta som au pair. Här finner hon sin första kärlek. När hon återvänder till Sverige upptäcker hon att hon har blivit smittad med HIV. Sedan gifter hon sig, och får två barn, men berättar inte för sin man att hon är HIV-positiv. När sanningen kommer upp i ljuset döms hon till två och ett halvt års fängelse för försök till grov misshandel, och förlorar också vårdnaden om barnen.